# 量子位能
量子位能（英語：Quantum Potential）是德布羅意量子力學的中心概念型式，在1952年首度由戴維·玻姆（David Bohm）所提出。隨後在1975年由Bohm和Basil Hiley詮釋為作用在粒子上的信息位能。量子位能又可稱為Bohm位能或量子Bohm位能。此處的potential是指位能（potential energy），因在哈密頓（Hamiltonian）表述中，位能習慣寫為V，與電位V相同，因此稱只稱為potential。
Bohm和Hiley對於量子位能的概念詮釋導致物理學家開始注意到量子物理中最基本的新性質─非局域性（nonlocality）。

## 薛丁格方程式中的量子位能
薛丁格方程式
{\displaystyle i\hbar {\frac {\partial \psi }{\partial t}}=\left(-{\frac {\hbar ^{2}}{2m}}\nabla ^{2}+V\right)\psi \quad }
可以含有實函數 {\displaystyle R} 和 {\displaystyle S} 的極座標型式的波函數 {\displaystyle \quad \psi =R\exp iS/\hbar } 改寫。其中 {\displaystyle R} 和 {\displaystyle S} 分別為波函數的振幅和相位。改寫後可將方程式寫成兩個部分，分別對應到實部和虛部，實部部分稱為量子哈密頓-亞可比方程式(Hamilton-Jacobi equation)，而虛部部分稱為連續方程式。

### 連續方程式
薛丁格方程式的虛數部分可表為
{\displaystyle {\frac {\partial R}{\partial t}}=-{\frac {1}{2m}}\left[R\nabla ^{2}S+2\nabla R\cdot \nabla S\right]\;,}
其中如果 {\displaystyle \rho =R^{2}} ，則上式可進一步寫為{\displaystyle \partial \rho /\partial t+\nabla \cdot (\rho v)=0} ，即連續方程式。

### 量子哈密頓-亞可比方程式
薛丁格方程式的實數部分則可寫成
{\displaystyle {\frac {\partial S}{\partial t}}=-\left[{\frac {\left(\nabla S\right)^{2}}{2m}}+V+Q\right]\;,}
稱為量子哈密頓-亞可比方程式。與古典哈密頓-亞可比方程式相比，多了一項
{\displaystyle \quad Q=-{\frac {\hbar ^{2}}{2m}}{\frac {\nabla ^{2}R}{R}}}
{\displaystyle Q} 即為量子位能。由上式可知，量子位能與波函數振幅的曲率（curvature）有關。將{\displaystyle \hbar }取極限至0，函數 {\displaystyle S} 即為古典哈密頓-亞可比方程式的解，因此函數 {\displaystyle S} 又可稱為哈密頓-亞可比函數，或者是可延伸至量子物理的作用量（action）。

## 應用
量子位能的方法可被用在量子效應的建模（modeling）上，不須明確地解出薛丁格方程式。量子位能亦可與蒙地卡羅方法（Monte Carlo method）的模擬結合，模擬用於(深)次微米元件的載子傳輸問題，如載子流體力學方程（Hydrodynamic, HD，注意此處指元件載子傳輸現象的動力方程，與流體無關，僅描述公式的型式與傳統流體力學相似而得名）和擴散方程。此計算方法先決定各個流體元素（fluid element）的密度，接著流體元素的加速經由計算{\displaystyle V} 和 {\displaystyle Q}的梯度得出，最後速度場的散度決定密度的變化。在商用的元件模擬軟體，如SILVACO TCAD，已可加入量子位能來模擬元件行為。